# Dole–Belfort-vasútvonal
A Dole–Belfort-vasútvonal egy normál nyomtávolságú, kétvágányú, 141,26 km hosszúságú, 25 kV 50 Hz-ces áramrendszerrel villamosított vasútvonal Franciaországban Dole és Belfort között. A vonatok maximum 160 km/h sebességgel közlekedhetnek.

## Napjainkban
Az LGV Rhin-Rhône nagysebességű vasútvonal 2011 végén történő üzembe helyezésével a TGV járatok által lebonyolított távolsági forgalom az új vonalat használja a Dole–Belfort-vasútvonal helyett. Az LGV-n található két új vasútállomás, a Gare de Besançon Franche-Comté TGV  és a Gare de Belfort - Montbéliard TGV  túl messze van a városközpontoktól, a második esetben a TGV állomást Belfort központjából el lehet érni az újra aktivált Belfort-Delle vasútvonalon keresztül.